# Мазоренко Дмитро Іванович
Мазоренко Дмитро Іванович (нар.19 серпня 1941)  — кандидат технічних наук, професор, член-кореспондент Української академії аграрних наук, Заслужений працівник освіти України, академіка Міжнародної академії наук вищої школи, Міжнародної академії аграрної освіти, Інженерної академії України, ректор Харківського національного технічного університету сільського господарства імені Петра Василенка, радник ректора; професор кафедри сільськогосподарських машин та інженерії тваринництва Державного біотехнологічного університету.

## Біографія
Дмитро Іванович народився 19 серпня 1941 року на Полтавщині в с. Пустовійтове Глобинського району.
Протягом 1948–1958 років навчався у загальноосвітній школі, яку закінчив із золотою медаллю.
Протягом 1958–1960 років працював різноробочим, водієм радгоспу «Пустовійтівський» Полтавської області.
У 1960 році вступ до Харківського інституту механізації та електрифікації сільського господарства на факультет механізації сільського господарства, який з відзнакою закінчив у 1965 році.
Протягом 1965–1970 років працював старшим лаборантом науково-дослідної лабораторії зерноочисних вібраційних машин Харківського інституту механізації та електрифікації сільського господарства.
З 1966–1968 роки навчався в аспірантурі «Сільськогосподарські машини».
З 1967–1970 роки працював начальником науково-дослідного сектора інституту.
З 1970–1973 роки асистент кафедри сільськогосподарських машин.
У 1971 році захистив дисертацію на здобуття наукового ступеня кандидата технічних наук на тему: «Теоретические и экспериментальные исследования вибрационно-центробежного сепаратора с пространственным движением рабочего органа для очистки риса от трудноотделимых сорняков».
З 1972–1978 роки працював секретарем парткому Харківського інституту механізації та електрифікації сільського господарства.
З 1973–1976 роки працював доцентом кафедри сільськогосподарських машин.
У 1976 році Дмитру Івановичу було присвоєно вчене звання доцент кафедри сільськогосподарських машин.
З 1976–1981 роки працював завідувачем кафедри деталей машин і підйомно-транспортних машин.
З 1981–1991 роки працював проректором з навчально-виховної роботи.
З 1981-1996 роки працював першим проректором з навчальної роботи Харківського інституту механізації та електрифікації сільського господарства.
У 1991 році Дмитру Івановичу було присвоєно вчене звання професора кафедри деталей машин, взаємозамінності та стандартизації.
З 1996–2012 роки працював на посаді ректора Харківського державного технічного університету сільського господарства (нині Харківський національний технічний університет сільського господарства імені Петра Василенка).
У 1996 році з ініціативи Мазоренко Дмитра Івановича в університеті відкрито кафедру ЮНЕСКО "Флософія людського спілкування", Центр соціологічних досліджень села, міський культурно-освітянський німецький центр "Дойчесс Центрум".
У 1998 році Дмитро Мазоренко був обраний дійсним членом (академіком) Міжнародної академії наук вищої школи.
У 1999 році був обраний членом редакційної ради Всеукраїнського науково-інформаційного журналу «Новий колегіум».
У 2000 році Дмитро Іванович був обраний академіком Міжнародної академії аграрних наук і членом Громадської ради Міністерства аграрної політики України.
У 2001 році увійшов від України до складу керівного комітету Євро-Азійської Асоціації з інженерних питань у сільському господарстві.
У 2002 році Дмитро Іванович був обраний дійсним академіком Інженерної академії України; член-кореспондент УААН по відділенню механізації та електрифікації сільського господарства.
У 2003 році був удостоєний подяки Міністерства аграрної політики України, обраний головою Асоціації працівників аграрних ВНЗ України «Украгроосвіта», обраний членом Громадської ради Міністерства освіти і науки України.
У 2004 році був удостоєний подяки Міністерства аграрної політики України.
У 2008 році був обраний членом Президії Спілки ректорів ВНЗ України; член Координаційної ради Всеукраїнського науково-практичного журналу «Філософія спілкування: філософія, психологія, соціальна комунікація».
У 2009 році був обраний членом Правління Української асоціації аграрних інженерів.
31 березня 2010 року введено в склад Харківського регіонального комітету з економічних реформ.
З 2021 року Дмитро Іванович працює професором кафедри сільськогосподарських машин та інженерії тваринництва Державного біотехнологічного університету.

## Праці
Мазоренко Дмитро Іванович завжди був ініціатором визначних новацій в підготовці інженерно-технічних кадрів для АПК України. Він - автор, розробленої і запровадженої з 1997 року в університеті, а з 2000 року - в підвідомчих Міністерству аграрної політики закладах освіти, регіонально-галузевої програми підтримки, розвитку та кадрового забезпечення малого та середнього підприємництва в системі АПК України; ініціатор розробки концепції та програми з інженерно-технічного та науково-методичного реформування АПК області, активним учасником розробки та впровадження у життя "Комплексної програми розвитку сільського господарства Харківської області на 2000-2005 роки та на період до 2010 року".
Наукові праці Дмитра Івановича широко відомі і знані у широких вітчизняних та міжнародних наукових колах. Автор понад 300 наукових праць, серед яких 23 монографії, 54 авторських свідоцтва і патентів на винаходи, 29 підручників та навчальних посібників.

## Відзнаки та нагороди
- Знак «Винахідник СРСР» (1970);
- Медаль «За доблесний труд» в ознаменування 100-річчя від дня народження В. І. Леніна (1970);
- Орден «Знак пошани» Указ Президії Верховної ради УРСР (1976);
- Почесна грамота Президії Верховної Ради УРСР (1980);
- «Срібна медаль ВДНГ СРСР» (1990);
- Знак «Відмінник освіти України» (1992);
- Знак «Відмінник освіти України» (1999);
- Почесне звання «Заслужений працівник освіти України» (1999);
- Трудова відзнака «Знак пошани» Міністерства аграрної політики України (2001);
- Пам'ятна медаль «60 років Курської битви» (2004);
- Знак «Відмінник технічної служби України» (2004);
- Почесна відзнака Голови Харківської облдержадміністрації і Харківської Обласної Ради «Слобожанська Слава» (2004);
- Почесна грамота Верховної Ради України (2005);
- Відзнака Харківського міського голови «За старанність» (2005);
- Диплом переможця і золоті медалі Національного комплексу «Експоцентр України» з присвоєнням статусу «Виробник кращих вітчизняних товарів року» в номінації «Наука» (2006);
- Почесна грамота Міністерства освіти і науки України (2007);
- Почесна грамота Виконкому Харківської Міської Ради (2007);
- Почесна грамота Харківської облдержадмістрації за активну участь у загальнодержавній виставковій акції «Барвиста Україна» (2008);
- Нагрудний знак «За вагомий внесок у розвиток освіти» (2009);
- Подяка Міністерства освіти і науки України за плідну роботу з обдарованою студентською молоддю та вагомий внесок в організацію й проведення V Міжнародного форуму молоді «Молодь та сільськогосподарська техніка у ХХІ сторіччі» (2009);
- Срібна медаль імені А. М. Підгорного Президією Інженерної академії України (2010);
- Почесна грамота Харківського обкому профспілки працівників АПК (2010);
- Медаль «Ушанський К. Д.» Національної академії педагогічних наук України (2011);
- Орден «Інженерна слава» (2011);
- Знак Відмінник аграрної освіти і науки (2011);
- Почесний знак Федерації професійних спілок України «За розвиток соціального партнерства» (2011);
- Диплом обласного конкурсу «Вища школа Харківщини - кращі імена» (2012)